# موزه و کتابخانه لیندون بینز جانسون

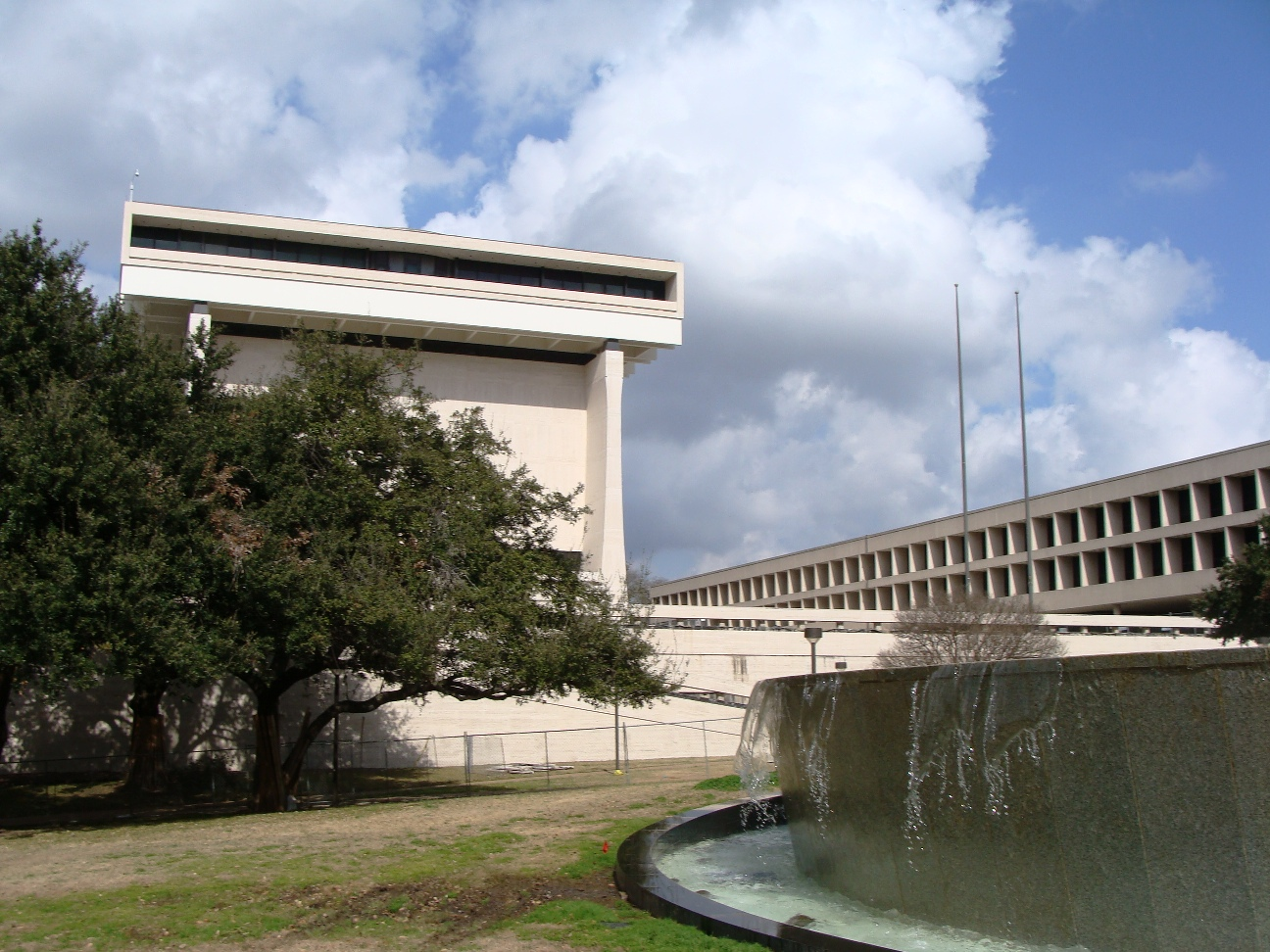

موزه و کتابخانه لیندون بینز جانسون (به انگلیسی: Lyndon Baines Johnson Library and Museum) تأسیس ۱۹۷۱ کتابخانه و موزه‌ای دانشگاهی در ایالات متحده آمریکاست.
این موزه ۴۵ میلیون صفحه مدارک و اسناد تاریخی از دوران اشتغال ریاست جمهوری لیندون بینز جانسون را در خود جای داده‌است.
این موزه در شهر آستین در تگزاس قرار دارد و توسط دانشگاه تگزاس در آستین اداره می‌گردد و در دانشکده امور اجتماعی قرار دارد.
معمار بنا گوردون بانزهافت از شرکت اس او ام است.

## نگارخانه

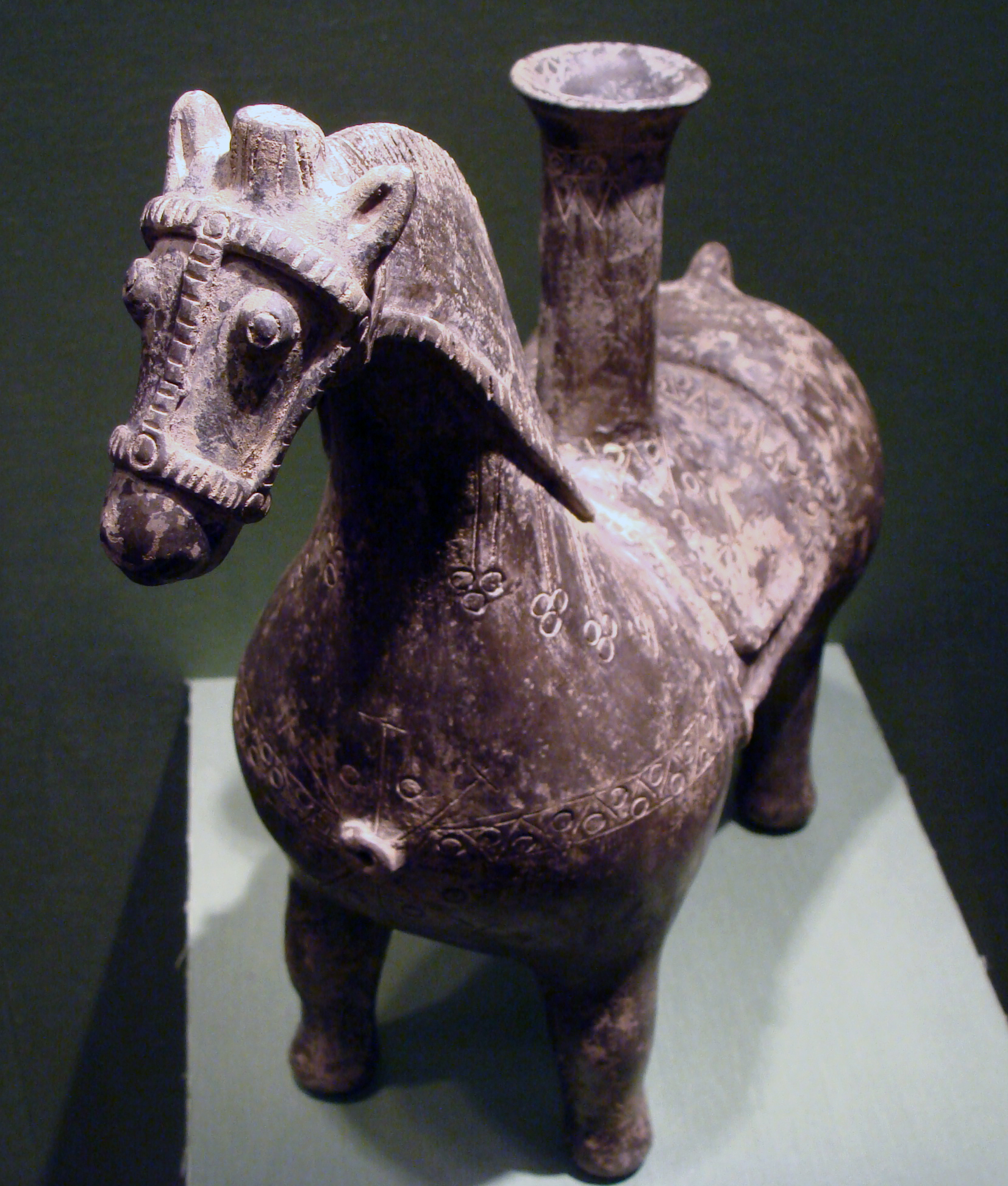
اسب سفالی. ۱۰۰۰ سال قبل از میلاد. هدیه محمدرضا شاه پهلوی «به مردم آمریکا» در سال ۱۹۶۷.
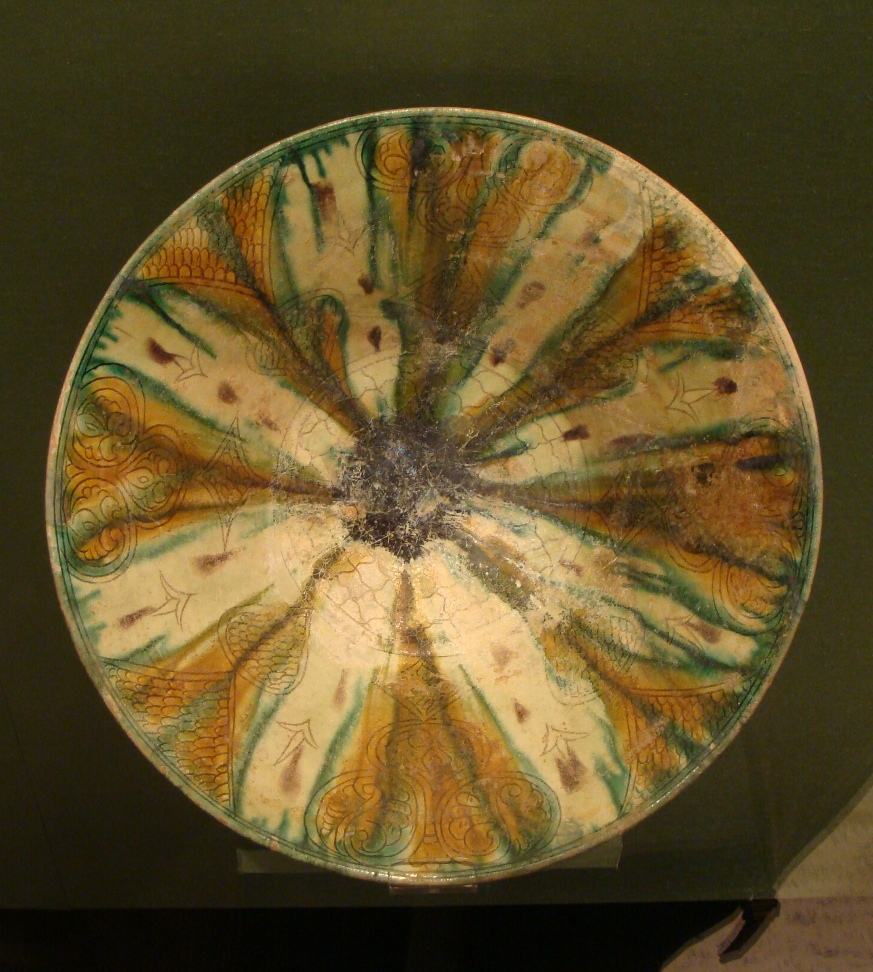
کاسه سفالی. قرن نهم-دهم میلادی. هدیه محمدرضا شاه پهلوی به لیندون جانسون در سال ۱۹۶۴.
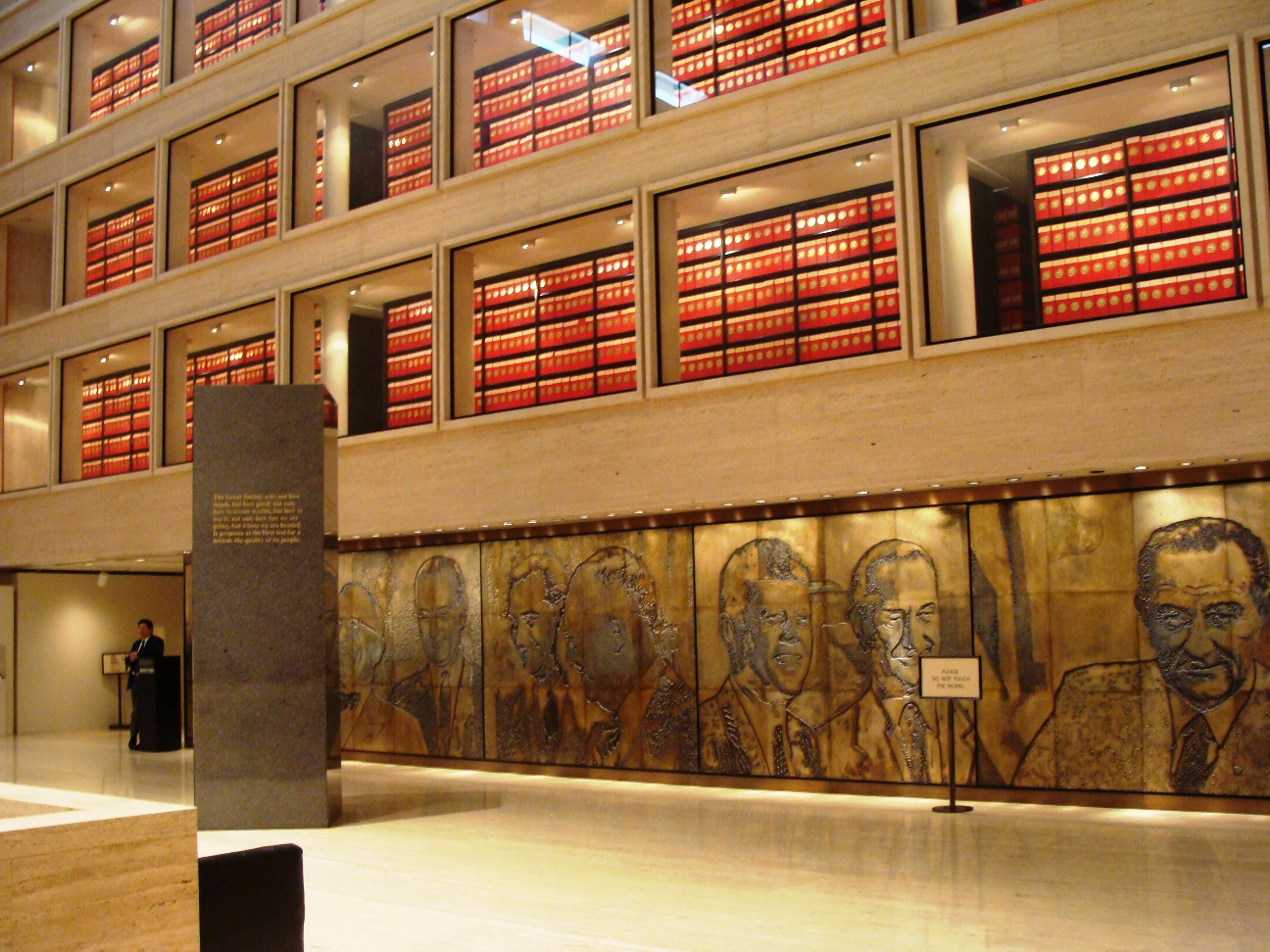
ذخایر اسناد ریاست جمهوری
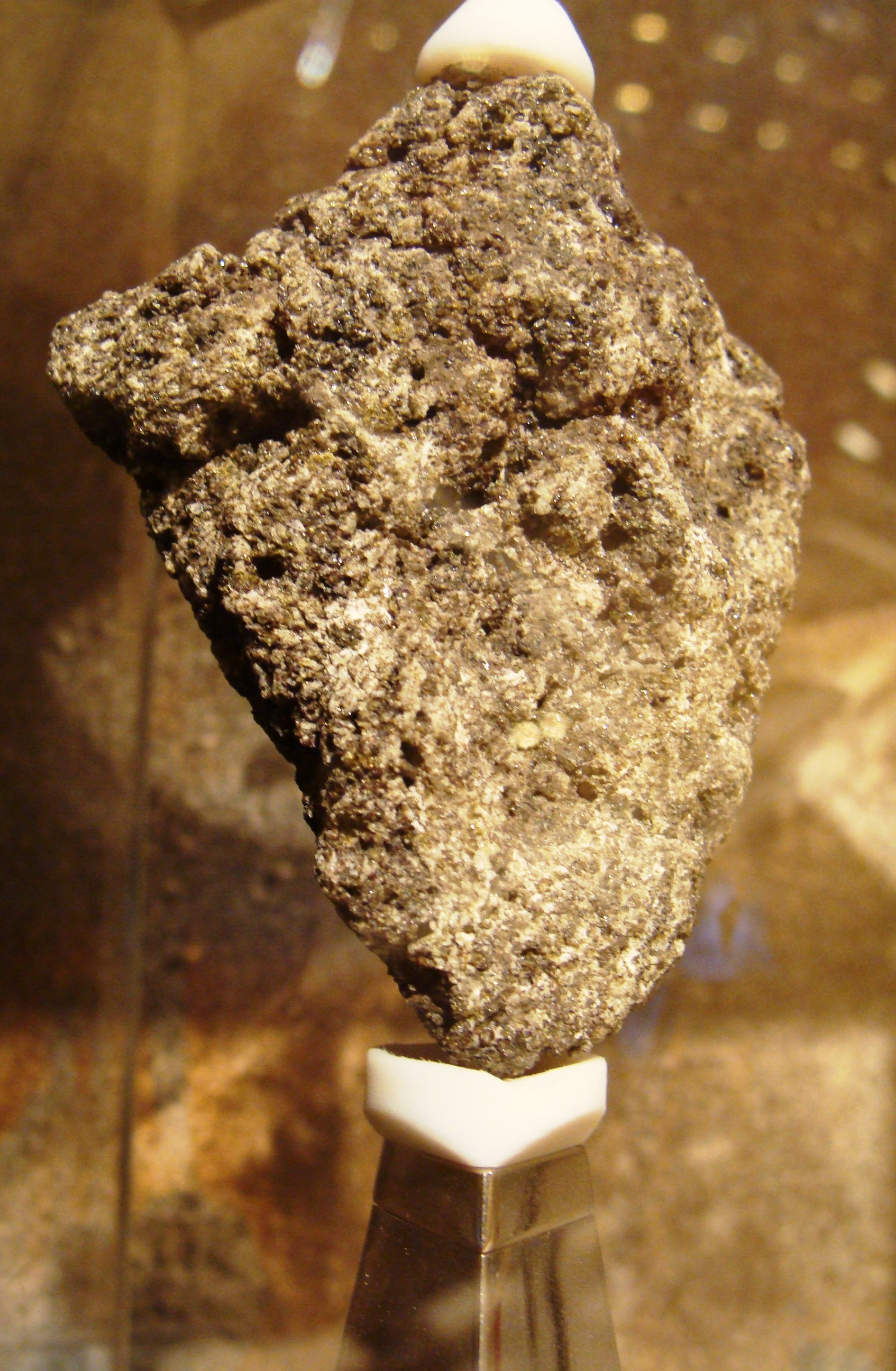
سنگی از کره ماه. ۲۲۷ گرم. سوغاتی به زمین از سفر آپولو ۱۵ توسط جیمز اروین و دیود اسکات. محل نگهداری در این موزه.

## جستارهای مربوطه
- پارک تاریخی ملی لیندون بی. جانسون